# Melba (film)
Melba is een Britse dramafilm uit 1953 onder regie van Lewis Milestone. De film werd destijds uitgebracht onder de titel De gouden stem.

## Verhaal
Nellie Melba reist van haar geboorteland Australië naar Parijs, waar ze wordt opgeleid tot operazangeres. Ze krijgt er ook een nieuwe vriend. Wanneer ze meer succes krijgt, komt haar oude vriend uit Australië op bezoek. Hij haalt haar ertoe over om met haar te trouwen. Hij kan echter niet om met het succes van haar vrouw en keert terug naar Australië.

## Rolverdeling
| Acteur          | Personage         |
| --------------- | ----------------- |
| Patrice Munsel  | Nellie Melba      |
| Robert Morley   | Oscar Hammerstein |
| John McCallum   | Charles Armstrong |
| John Justin     | Eric Walton       |
| Alec Clunes     | Cesar Carlton     |
| Martita Hunt    | Mevrouw Marchesi  |
| Sybil Thorndike | Koningin Victoria |
| Joseph Tomelty  | Thomas Mitchell   |
| Beatrice Varley | Tante Catherine   |
| Violetta Elvin  | Prima ballerina   |
| Cecile Chevreau | Annette           |
| Theodore Bikel  | Paul Brotha       |